# Empirism
Empirism är en filosofisk lära som tar sin utgångspunkt i tanken att all kunskap om yttervärlden har sitt ursprung i sinnesintryck. Det enda som kan betraktas som tillförlitligt är det som kan beläggas erfarenhetsmässigt. Inom läran om vetenskaplig metod beskrivs ibland empirism som att låta erfarenhetsmässiga fakta bestämma utformningen av teorin kring ett område, vilket är en väsentligt annorlunda metod än framförallt hypotetisk deduktion. Se artikeln empiri och artikeln grundad teori.

## Kända empirister
Bland personer som förknippas med empirism kan nämnas Thomas av Aquino, Aristoteles, Thomas Hobbes, Francis Bacon, John Locke, George Berkeley, David Hume och personerna i Wienkretsen.

## Den brittiska empirismen
Den brittiska empirismen förebådades av Francis Bacon men grundlades av John Locke som menade att all kunskap kom från sinneserfarenheter, utvecklades av George Berkeley som argumenterade för att endast sinnesimpressioner existerar, det vill säga idealism, och fullbordades av David Hume som fullt ut drog de logiska konsekvenserna av empirismens premisser. En av dessa konsekvenser utmynnar i Humes kritik av orsak-verkanrelationen som leder till en stark kritik av induktion (filosofi) som en del av den vetenskapliga metoden. I och med att det inte finns något direkt logiskt samband mellan orsak och verkan och genom att det inte finns någon sinneserfarenhet av sambandet mellan orsak och verkan finns det inte någon grund för att säga att orsak följer efter verkan annan än vanan. Att vi förväntar oss att solen går upp i morgon grundar vi egentligen inte på annat än att den gick upp igår och att vi är vana med att den går upp varje morgon. Som vi ser kan empirism ha både en epistemologisk och en ontologisk del. Epistemologisk såtillvida att vi kan veta och lära endast av det vi får genom sinnena; ontologisk om man argumenterar att endast det som kommer via sinnena existerar. Ontologisk empirism innebär förnekande av materiens existens, vilket också var det som gjorde George Berkeley både känd och ökänd i den samtida filosofin.

## Logisk positivism
Den logiska positivismen eller den logiska empirismen var en filosofisk riktning under 1900-talets första hälft som bland annat representerades av den så kallade Wienkretsen. Tankeriktningen byggde på två grundläggande idéer: dels att endast observerbara fakta är vetbara (förutom a prioriska satser; som satser i matematiken och logiken), och dels en stark tro på att studiet av filosofins frågor skulle främjas av att man tog hjälp av de verktyg den nyligen utvecklade formella logiken erbjöd. De empiristiska inslagen hade gått i arv från de brittiska empiristerna med filosofer som John Locke och David Hume via Auguste Comte till Ernst Mach; logiken ursprungligen från Gottlob Frege via Bertrand Russell och Ludwig Wittgenstein, särskilt hans Tractatus logico-philosophicus. På så vis skulle filosofin nå den exakthet naturvetenskapen och matematiken nått.
Wittgensteins idé om filosofi som språkkritik, som han i allt väsentligt övertagit från Frege, blir i positivisternas tappning: "genom filosofin klargörs satser, genom vetenskaperna verifieras de". I det senare fallet handlar det om utsagornas sanningshalt, i det förra om vad utsagorna egentligen betyder" (Moritz Schlick i första numret av Wienkretsens tidskrift Erkenntnis). Man såg akademin som uppdelad i två delar: å ena sidan de som sysslade med de syntetiska satserna: empiristerna (naturvetare, samhällsvetare, historiker, med flera), å andra sidan a priorikerna (filosoferna, logikerna och matematikerna). De senares uppgift var inte att utreda hur världen såg ut, för det kunde man, enligt de logiska positivisterna, inte göra med den a prioriska metoden, utan att utreda hur vårt språk såg ut.
Arvet från Wienkretsens logiska positivism har särskilt förvaltats av Carl Gustav Hempel och Willard Van Orman Quine.

## Etymologi
Ordet "empirism" är bildat av "empiri", som kommer av grekiska εμπειρία, "erfarenhet".